# Magnitsky Act
Der Magnitsky Act (offiziell: Russia and Moldova Jackson-Vanik Repeal and Sergei Magnitsky Rule of Law Accountability Act of 2012) ist ein überparteiliches Gesetz, das vom US-Kongress verabschiedet und vom damaligen Präsidenten Barack Obama im Dezember 2012 unterzeichnet worden ist. Das Gesetz sollte ursprünglich russische Beamte bestrafen, die für den Tod des russischen Steuerberaters Sergei Magnitski, der 2009 in einem Moskauer Gefängnis starb, verantwortlich waren.
2016 wurde dann der Global Magnitsky Act verabschiedet, der die US-Regierung ermächtigt, weltweit alle Menschenrechtsverletzer persönlich zu bestrafen, deren Vermögen einzufrieren und ihnen die Einreise in die USA zu verweigern. Inzwischen wurden ähnliche Gesetze auch in anderen Ländern eingeführt oder gefordert.

## Hintergrund
Im Jahr 2009 starb der russische Steuerberater Sergei Magnitski in einem Moskauer Gefängnis, nachdem er einen 230 Millionen Dollar schweren Betrug durch russische Steuerbeamte untersucht hatte. Magnitski wurde beschuldigt, den Betrug selbst begangen zu haben und aufgrund dessen inhaftiert. Im Gefängnis bekam Magnitski plötzlich Gallensteine, Pankreatitis und Cholezystitis (Gallenblasenentzündung), erhielt jedoch monatelang keine ärztliche Behandlung. Es wird vermutet, dass dies die Folge einer gezielten Vergiftung war. Zudem war er Folter ausgesetzt. Nach fast einem Jahr Untersuchungshaft wurde er, kurz vor dem Ende der Haftzeit, von Wärtern zu Tode geprügelt.
Magnitzkis Freund Bill Browder, ein prominenter in Amerika geborener Geschäftsmann, der nach dem Zusammenbruch der UdSSR weitgehend in der Russischen Föderation tätig war, veröffentlichte den Fall. Browder setzte sich mit amerikanischen Beamten in Verbindung, um Gesetze zu verabschieden, die russische Personen, die an Korruption beteiligt waren oder noch sind, bestrafen sollten. Browder brachte den Fall den Senatoren Benjamin Cardin und John McCain vor, die daraufhin eine entsprechende Gesetzesvorlage schufen.

## Gesetz
Am 7. Juni 2012 übergab das United States House Committee on Foreign Affairs dem US-Repräsentantenhaus einen Gesetzentwurf mit dem Titel Sergei Magnitsky Rule of Law Accountability Act of 2012 (H.R. 4405). Die Hauptabsicht des Gesetzes bestand darin, russische Beamte zu bestrafen, die für den Tod von Sergei Magnitski verantwortlich gewesen sein sollen, indem ihnen die Einreise in die Vereinigten Staaten und die Nutzung des Bankensystems verboten wird. Die Gesetzesvorlage wurde in der darauffolgenden Woche von einem Senatsgremium aufgegriffen, das von Senator Ben Cardin gefördert wurde, und in einer weiteren Überprüfung die zunehmenden Spannungen in den internationalen Beziehungen aufführte. Browder schrieb später, dass der Magnitsky Act eine schnelle überparteiliche Unterstützung fand, weil die von Magnitski offenbarte Korruption so offensichtlich und unbestreitbar war und „es in den USA keine pro-russische Folter- und Mörderlobby gebe, um sich dem zu widersetzen.“
Im November 2012 wurden dem Gesetzesentwurf (H.R. 6156) für den Magnitsky Act Bestimmungen hinzugefügt, welche den Handel mit Russland und der Republik Moldau normalisieren sollten (die Aufhebung der Jackson-Vanik-Gesetzesänderung). Am 6. Dezember 2012 verabschiedete der US-Senat die Ausgabe des Gesetzes 92–4. Das Gesetz wurde am 14. Dezember 2012 von dem damaligen Präsident Barack Obama unterzeichnet.

## Wahrnehmung
Der Magnitsky Act ist insofern eine Besonderheit, als dass zuvor in der Regel nur gesamte Staaten für entsprechende Verbrechen gegen die Menschlichkeit mit Sanktionen belegt wurden, nicht jedoch die individuellen Täter. Ausnahmen bildeten bis dahin lediglich die Nürnberger Prozesse (siehe Nürnberger Prinzipien) und die UN-Kriegsverbrechertribunale (siehe Völkerstrafrecht).
Der australische Exil-Jurist Geoffrey Robertson, der einige der Magnitski-Aktivisten vertrat, bezeichnet das Gesetz daher als „eine der wichtigsten neuen Entwicklungen in Sachen Menschenrechte“. Robertson war der Auffassung, dass dieses Gesetz die Möglichkeit biete, „den Zugführern von Auschwitz, den Apparatschiks und denjenigen Personen, die ein wenig Geld mit Menschenrechtsverletzungen verdienen und sich generell unter dem Radar halten, beizukommen.“
Im Juli 2017 wurde Bill Browder von Fareed Zakaria (CNN) interviewt. Sie sprachen über den Magnitsky Act und warum Wladimir Putin direkt davon bedroht ist; über das Geld, das die russische Regierung über 10.000 russischen Menschenrechtsverletzern zur Verfügung gestellt hat; das Russlandtreffen während der Trump-Kampagne im Juni 2016 und die Macht und den Einfluss von russischem Geld in Washington, D.C.
Das Direktorat für Sonderangelegenheiten im Innenministerium des Vereinigten Königreichs erklärte, dass es die auf der Liste stehenden Personen kennt. Nach geltendem Recht wird Personen, die in Menschenrechtsverletzungen verwickelt sind, die Einreise verboten. Das Vereinigte Königreich verwehrt daher allen auf der Liste stehenden Personen die Einreise.
Die liberalen russischen Oppositionspolitiker Wladimir Wladimirowitsch Kara-Mursa und Boris Jefimowitsch Nemzow befürworteten das Gesetz und nannten es „pro-russisch“.
Im Jahr 2018 verabschiedete das britische Parlament ein sogenanntes „Magnitsky-Amendment“ zum Gesetz über Sanktionen und Anti-Geldwäsche, um der Regierung die Befugnis zu geben, Sanktionen gegen Personen zu verhängen, die grobe Menschenrechtsverletzungen begehen.

## Reaktion der russischen Regierung
Als Reaktion auf die Verabschiedung des Magnitsky Act gab die russische Regierung eine Liste von US-Beamten heraus, denen die Einreise nach Russland verboten war und verurteilte Magnitski posthum als schuldig. Berichten zufolge versuchte die russische Regierung das Gesetzgebungsverfahren durch das PR-Unternehmen von Kenneth Duberstein zu beeinflussen.
Der stellvertretende Staatsduma-Abgeordnete Jewgeni Fedorow von Putins Partei Einiges Russland behauptete, dass der eigentliche Zweck des Magnitski-Gesetzes darin bestehen würde, Schlüsselpersonen im Großkapital und in der Regierung mit dem Ziel einer pro-amerikanischen Politik in der Russischen Föderation zu manipulieren.
Am 19. Dezember 2012 stimmte die Staatsduma in Reaktion auf den Magnitsky Act zudem mit 400 zu 4 Stimmen für ein Verbot der internationalen Adoption russischer Kinder in die Vereinigten Staaten. Der Gesetzentwurf wurde inoffiziell nach Dmitri Yakovlev (Chase Harrison) benannt, einem russischen Kleinkind, das 2008 an Hitzschlag starb, nachdem sein amerikanischer Adoptivvater vergessen hatte, dass es auf dem Rücksitz seines Autos saß.
2013 wurden zwei weitere Gesetze vorgeschlagen: Eines sollte US-Bürger daran hindern, mit politischen Nichtregierungsorganisationen in Russland zusammenzuarbeiten. Der andere Vorschlag, der jedoch widerrufen wurde, sollte jeden Ausländer daran hindern, im staatlichen Fernsehen zu sprechen, wenn er dadurch den Staat in Verruf bringen würde.
Am 13. April 2013 veröffentlichte Russland als Reaktion auf die Magnitski-Liste eine Liste, die 18 Amerikanern wegen angeblicher Menschenrechtsverletzungen die Einreise nach Russland verbot. Die aus Russland verbannten Personen sind unten aufgeführt.

## Global Magnitsky Act
Im Dezember 2016 verabschiedete der US-Kongress ein neues Gesetz, das eine globale Version des Magnitsky Act darstellt, um Menschenrechtsverletzungen auf globaler Ebene anzugehen. Dieser aktuelle Global Magnitsky Act (GMA) erlaubt es der US-Regierung, alle ausländischen Regierungsbeamten persönlich zu bestrafen, die an Menschenrechtsverletzungen, ungeachtet wo in der Welt, beteiligt sind.
Im September 2017 identifizierte eine Gruppe von NGOs und Anti-Korruptionsorganisationen fünfzehn internationale Fälle, in denen Verbrechen begangen wurden. Personen aus Ländern wie Aserbaidschan, Bahrain, China, der Demokratischen Republik Kongo, Ägypten, Äthiopien, Liberia, Mexiko, Panama, Russland, Saudi-Arabien, Tadschikistan, der Ukraine, Usbekistan und Vietnam wurden für Sanktionen vorgeschlagen.
Am 21. Dezember 2017 wurden dreizehn weitere Namen in die Liste der sanktionierten Personen aufgenommen. Dazu gehörten Yahya Jammeh, ehemaliger Präsident von Gambia, und Roberto Jose Rivas Reyes, der Präsident des Obersten Wahlrats von Nicaragua.
Am 22. Dezember 2017 erklärte Americans for Democracy & Human Rights in Bahrain, dass die Trump-Administration es versäumt habe, Fälle von schweren Menschenrechtsverletzungen durch bahrainische Regierungsbeamte aufzunehmen. Letztendlich gab es keine Personen oder Instanzen aus einem Mitgliedstaat der Arabischen Liga, die in der ersten Liste der Beauftragten des Global Magnitsky Act aufgeführt sind, obwohl geeignete Fälle eingereicht wurden.
Am 12. Juni 2018 wurde Félix Bautista, Mitglied des Senats der Dominikanischen Republik und fünf Unternehmen, die sich in seinem Besitz oder unter seiner Kontrolle befinden, vom U.S. Finanzministerium nach dem Global Magnitsky Act wegen seiner Beteiligung an erheblicher Korruption sanktioniert. Bautista soll sich im Zusammenhang mit seiner Position als Senator an Bestechung beteiligt haben. Auch soll er in Haiti in Korruption verwickelt gewesen sein, wo er seine Verbindungen nutzte, um öffentliche Bauaufträge zu erhalten, um damit nach mehreren Naturkatastrophen beim Wiederaufbau Haitis zu helfen. Darunter war ein Fall, in dem seinem Unternehmen über 10 Millionen Dollar für nicht abgeschlossene Arbeiten bezahlt worden waren.
Am 5. Juli 2018 wurden drei weitere Namen in die Liste aufgenommen. Diese gehörten auch zu Nicaragua. Das OFAC (Amt über die Kontrolle ausländischen Vermögens) des U.S. Finanzministeriums sanktionierte den nicaraguanischen Polizeipräsidenten Francisco Javier Diaz Madriz (Diaz) und den Sekretär des Bürgermeisteramtes von Managua Fidel Antonio Moreno Briones (Moreno), weil sie dafür verantwortlich waren beziehungsweise Unternehmen leiteten, die an schweren Menschenrechtsverletzungen in Nicaragua beteiligt waren. Darüber hinaus erklärte die OFAC, dass José Francisco Lopez Centeno (Lopez), Vizepräsident von ALBA de Nicaragua (ALBANISA) und Präsident von Petronic, korrupte Aktivitäten begangen habe.
Am 1. August 2018 sanktionierte das US-Finanzministerium türkische Spitzenbeamte, und zwar den türkischen Justizminister Abdülhamit Gül und den Innenminister Süleyman Soylu, die an der Inhaftierung des amerikanischen Pastors Andrew Brunson beteiligt waren. Daniel Glaser, der ehemalige stellvertretende Sekretär gegen Terroristenfinanzierung unter Präsident Barack Obama sagte: „Es ist sicherlich das erste Mal, von dem ich weiß, dass die USA einen NATO-Verbündeten sanktionierte. Jemanden unrechtmäßig festzuhalten, betrachte ich selbst als eine Menschenrechtsverletzung; also denke ich, dass es in den Rahmen des Global Magnitsky Act fällt.“
Am 28. August 2018 forderten der US-Senator Marco Rubio und 16 weitere Mitglieder des Kongresses die Vereinigten Staaten auf, Sanktionen im Rahmen des Global Magnitsky Act gegen chinesische Beamte zu verhängen, die für Menschenrechtsverletzungen an der uigurischen Minderheit in Xinjiang verantwortlich sind.
Am 15. November 2018 erklärte das US-Finanzministerium, dass es Sanktionen gegen 17 Beamte Saudi-Arabiens verhängt habe, die den saudischen Journalisten Jamal Khashoggi, der in den Vereinigten Staaten lebte und arbeitete, „gezielt und brutal getötet“ hatten.

## Der Magnitsky Act in anderen Ländern
Außerhalb der USA fingen weitere Länder damit an, Gesetze, die dem Global Magnitsky Act vom Dezember 2016 ähneln und von diesem inspiriert wurden, zu verabschieden:

### Estland
Am 8. Dezember 2016 führte Estland ein entsprechendes Gesetz ein, das es Ausländern, die wegen Menschenrechtsverletzungen verurteilt wurden, verbietet nach Estland einzureisen. Das Gesetz, das einstimmig im estländischen Parlament verabschiedet wurde, besagt, dass Estland berechtigt ist, Personen die Einreise zu verweigern, wenn es, unter anderem „Informationen oder triftige Gründe zu glauben gibt“, dass sie an Aktivitäten teilgenommen haben, die zum „Tod oder zu schweren Gesundheitsschäden einer Person“ führten.

### Vereinigtes Königreich
Am 21. Februar 2017 verabschiedete das britische Unterhaus einstimmig eine vom Magnitsky Act inspirierte Änderung des strafrechtlichen Finanzgesetzes des Landes, die es der Regierung ermöglicht, das Vermögen internationaler Menschenrechtsverletzer im Vereinigten Königreich einzufrieren. Am 1. Mai 2018 fügte das britische Unterhaus ohne Gegenstimme die „Magnitski-Abänderung“ zu den Sanktionen und dem Gesetz zur Bekämpfung der Geldwäsche hinzu, die es der britischen Regierung erlaubt, Sanktionen gegen Personen zu verhängen, die schwere Menschenrechtsverletzungen begehen.
Am 6. Juli 2020 kündigte Großbritanniens Außenminister Dominic Raab die ersten Sanktionen nach einem Gesetz an, das dem Global Magnitsky Act ähnelt. 47 Personen wurden mit Reisebeschränkungen und Vermögenssperren belegt. Die Regelungen sollten der Regierung die Befugnis geben, Sanktionen gegen diejenigen zu verhängen, die in die schlimmsten Menschenrechtsverletzungen auf der ganzen Welt verwickelt sind.

### Kanada
Im März 2015 verabschiedete das kanadische Parlament einen ersten Antrag auf Verabschiedung eines ähnlichen Gesetzes, bekannt als The Justice for Victims of Corrupt Foreign Officials Bill (Sergei Magnitsky Law).
Im Mai 2017 wurde Kanada vom Außenministerium der Russischen Föderation gewarnt, dass ihr neues Gesetz ein „eklatant unfreundlicher Schritt“ sei. Und „wenn das Parlament von Kanada diese Sanktionsgesetzgebung billigt, die Beziehungen zwischen unseren Ländern, die bereits schwierige Zeiten erleben, erheblichen Schaden erleiden werden“. CBC News in Kanada berichtete, dass Russland Chrystia Freeland, Kanadas Außenministerin, und zwölf weitere kanadische Politiker und Aktivisten auf eine schwarze Liste des Moskauer Kremls gesetzt habe. Auch wurde ihnen wegen ihrer Kritik an russischen Aktionen in der Ukraine und ihrer Annexion der Krim, die Einreise nach Russland verwehrt.
Am 19. Oktober 2017 verabschiedete das kanadische Parlament, nach einstimmiger Abstimmung im Unterhaus (Kanada) den Gesetzentwurf, mit 277 Ja-Stimmen und keiner Nein-Stimme. Russlands Präsident Wladimir Putin warf Kanada wegen ihres neuen Magnitzky-Gesetzes „politische Spiele“ vor.
Kanadas Magnitsky Act nahm zusammen mit den ursprünglich 30 russischen Personen, die bereits unter Sanktionen standen, auch 19 venezolanische und 3 südsudanesische Beamte ins Visier.

### Litauen
Am 9. November 2017 genehmigte das Parlament Litauens mit 78 Ja-Stimmen, einer Nein-Stimme und fünf Enthaltungen, dass relevante Gesetzesänderungen diskutiert werden, und verabschiedete das Magnitski-Gesetz schließlich einstimmig am 16. November 2017, dem 8. Todestag von Sergej Magnitzki. Dieses Gesetz erlaubt es dem litauischen Parlament Sanktionen gegen Personen zu verhängen, die verdächtigt werden an Menschenrechtsverletzungen beteiligt zu sein. Berichten zufolge ist Litauen das fünfte Land, welches das Magnitski-Gesetz verabschiedet hat. Das Gesetz wurde erstmals 2017 in Litauen von Gabrielius Landsbergis, Abgeordneter, Vorsitzender des Heimatverbandes litauische Christdemokraten vorgeschlagen. Er erwähnte, es sei wichtig, dass Straftäter von vornherein wissen, dass Menschenrechtsverletzungen in Litauen nicht toleriert werden. Landsbergis sagte: „Unser Magnitski-Gesetz ist universell, so wie Menschenrechte selbst.“

### Lettland
Am 8. Februar 2018 verabschiedete das lettische Parlament (Saeima), inspiriert durch den Fall Sergej Magnitzki, die Anwendung des Sanktionsgesetzes, um Ausländern, die sich Menschenrechtsverletzungen schuldig gemacht haben, die Einreise in das Land zu verbieten. Lettland war das sechste Land der Welt und das letzte der drei baltischen Länder, das eine Version des Magnitzky-Gesetzes verabschiedet hat. Die Regierung Lettlands hat 49 russischen Staatsbürgern wegen verschiedenen Menschenrechtsverletzungen Einreisebeschränkungen auferlegt. Auch sollen sie am Tod von Sergei Magnitski involviert gewesen sein.
Sechzig Abgeordnete stimmten für das Gesetz, während sieben dagegen stimmten. Die Personen, die gegen das Gesetz waren, gehörten der politischen Partei „Harmony“ an, die traditionell Russland bevorzugt. Als einziger Abgeordnete der Partei „Harmony“ stimmte Boriss Cilevics zugunsten des Magnitzki Acts.

### Kosovo
Am 29. Januar 2020 teilte der Außenminister und erste stellvertretende Premierminister des Kosovo Behgjet Pacolli mit, dass Kosovo, als nun weltweit siebtes Land und das erste in der Balkan-Region, den Global Magnitsky Act ratifiziert und verabschiedet hat.

### Australien
Die Regierung Australiens beschloss Anfang Dezember 2021 ein Gesetz im Magnitsky-Stil zu verabschieden. Das in Australien verabschiedete Gesetz trägt den Namen „Autonomous Sanctions Amendment (Magnitsky-style and Other Thematic Sanctions) Bill 2021“ (Gesetz zur Änderung autonomer Sanktionen 2021) (Magnitsky-Stil und andere themenbezogene Sanktionen).
Berichten zufolge trat das Gesetz am 8. Dezember 2021 in Kraft. Dieses Gesetz ändert das bestehende Gesetz über autonome Sanktionen aus dem Jahr 2011. Es enthält verschiedene Themenbereiche, die sanktioniert werden könnten. Unter anderem: schwerwiegende Menschenrechtsverletzungen oder Verstöße gegen Menschenrechte; Aktionen, die eine verantwortungsvolle Staatsführung oder Rechtsstaatlichkeit untergraben; schwere Korruption und Verstöße gegen das humanitäre Völkerrecht.

## Länder in der Gesetzgebungsphase des Magnitsky Act

### Europäische Union
Das EU-Parlament verabschiedete im März 2019 eine Resolution, um die EU-Kommission und die damals 28 Mitgliedstaaten aufzufordern, ähnliche Gesetze wie den Magnitsky Act zu erlassen. Die Resolution wurde mit großer Mehrheit mit 447 Ja-Stimmen, 70 Nein-Stimmen und 46 Stimmenthaltungen angenommen.
Die Resolution fordert, ein EU-weites Sanktionssystem einzuführen, das einzelne, staatliche und nicht-staatliche Akteure sowie andere Organisationen, die für schwere Menschenrechtsverletzungen verantwortlich zeichnen oder daran beteiligt waren, direkt anzusprechen. So wie im Magnitsky Act erwähnt, sollen Konsequenzen die Sicherstellung von Guthaben und ein Einreiseverbot sein. Hierzu soll nach festgelegten Regeln eine Liste mit Personen und deren Verbrechen erstellt werden, die für alle EU-Länder einsehbar sein soll. Diese Vorgehensweise hat die Absicht, die EU als globale Instanz zur Einhaltung der Menschenrechte zu stärken.
Bisher ist dies noch nicht umgesetzt worden. Allerdings hat die EU unabhängig dessen bereits 1.990 Sanktionen gegen andere Länder wegen Menschenrechtsverletzungen erhoben, wie 1989 gegen China, wegen der Unterdrückung der Proteste auf dem Tiananmen-Platz 1989; 2004 gegen Belarus, als Oppositionsaktivisten verschwanden; 2011 gegen den Iran, wegen Repression friedlicher Proteste, Folter; 2015 gegen Burundi, wegen Gewalt gegen Demonstranten; 2017 gegen Venezuela, wegen Unterdrückung der Bürger und Demokraten. Auferlegte Sanktionen bestanden größtenteils in der Verweigerung von Visa und dem Einfrieren von Vermögen gegen Menschenrechtsverletzer, unter anderem Regierungsbeamte, Militärmitglieder, Polizisten und Staatsanwälte. Berichten zufolge hatte die Europäische Union bis April 2018 wegen russischer Aggression in der Ukraine, gegen 150 Separatisten und russische Beamte sowie 38 Einrichtungen Sanktionen verhängt.
Obwohl die EU bereits mehrere Sanktionen gegen Personen verhängt hat, die für schwere Menschenrechtsverletzungen in bestimmten Ländern verantwortlich sind, gibt es immer mehr Forderungen nach einem globaleren Ansatz, der nach dem Beispiel des US Global Magnitsky Act 2016 auf Verstöße aus der ganzen Welt abzielt. Im Dezember 2018 brachte die niederländische Regierung die Idee auf den Weg, aber es ist noch nicht klar, ob sie gute Chancen hat, auf EU-Ebene übernommen zu werden.
Im März 2019 verabschiedete das Europäische Parlament die Resolution 447-70 zugunsten der Verabschiedung eines Magnitski-Gesetzes für die Europäische Union.
Im September 2020 erklärte Ursula von der Leyen in ihrer Rede zur Lage der Europäischen Union, dass eines der Ziele der Europäischen Kommission die Verabschiedung eines europäischen Magnitski-Gesetzes sei.
Laut der Zeit Online will die Europäische Union in der Zukunft nicht nur gegen Staaten, sondern auch gegen Personen, die in Menschenrechtsverletzungen involviert sind, Sanktionen verhängen. Gegen solche Personen sollen nicht nur Einreiseverbote eingeführt, sondern auch ihre Vermögenswerte eingefroren werden. Es geht dabei besonders um die Länder China und Russland. Laut der Deutschen Presse-Agentur soll die EU die Idee unterstützen, dass Sanktionen gegen Menschenrechtsverletzer eventuell nicht von allen EU-Staaten befürwortet werden müssten, sondern von einer Mehrheit aller Staaten. Das Minimum sollte 15 von den 27 Staaten sein, die einer Sanktion zustimmen. Es bleibt abzuwarten, ob alle Staaten damit einverstanden sind. EU-Kommissionspräsidentin Ursula von der Leyen habe gesagt, dass wir für die Menschenrechte und für die Grundfreiheiten eintreten müssen, und dass diese Sanktionsregelung längst überfällig sei.

### Deutschland
Gyde Jensen (FDP), Ausschussvorsitzende für Menschenrechte und humanitäre Hilfe im Deutschen Bundestag, sprach sich für die oben genannte Resolution des Europäischen Parlaments aus. Für Jensen seien geeignete Sanktionen gegen Menschenrechtsverletzer das Einfrieren von Konten, Einreiseverbote, die Verweigerung der Nutzung europäischer Airlines, bis hin zum Verbot von Geschäftsbeziehungen mit europäischen Banken. Für sie falle der Bundesregierung die Aufgabe zu, Menschenrechtsverletzer direkt zu sanktionieren. Die Bundesregierung solle deshalb vorangehen und die Grundlage schaffen, um Menschenrechtsverletzer empfindlich zu treffen.
Im Dezember 2019 wurde auf der Webseite des Petitionsausschusses des Deutschen Bundestages eine Petition online gestellt, die fordert, dass der Deutsche Bundestag den Global Magnitsky Act, so wie bereits 2016 in den USA durchgeführt, ratifiziert und umsetzt. Die Petition überschritt mit 80.000 Mitzeichnungen das nötige Quorum (50.000 Stimmen), das notwendig ist, damit es zu einer öffentlichen Anhörung im Petitionsausschuss kommt. Im Juni 2020 haben sich die Bundestagsabgeordneten Peter Beyer, Michael Brandt und Andreas Nick (alle CDU), Frank Schwabe (SPD) und Manuel Sarrazin (Grüne) zusammen mit Gyde Jensen (FDP) in einem Brief an Bundeskanzlerin Angela Merkel (CDU) und Außenminister Heiko Maas (SPD) gewandt und sie aufgefordert, bereits während der deutschen EU-Ratspräsidentschaft ein europäisches „Magnitski-Gesetz“ auf den Weg zu bringen.
Am 14. September 2020 fand im Bundestag eine Anhörung der Petition für ein deutsches Magnitski-Gesetz statt. Der Petent Ralf Gronau, Mitglied der Menschenrechtsorganisation Amnesty International, sagte der Vertreterin der Bundesregierung Petra Sigmund: „Es ist wichtig, schnell zu handeln.“ Er erwähnte es gehe um schwere Menschenrechtsverletzungen in China und ein nationales Sanktionsgesetz wäre besser und eventuell schneller zu erreichen als eines auf europäischer Ebene. Einige Ausschussmitglieder erwähnten, dass auch ihre Parteien ein nationales Sanktionsgesetz unterstützen würden, besonders wenn es um Peking geht. Petra Sigmund, Leiterin der Abteilung Asien und Pazifik im Auswärtigen Amt, meinte jedoch die Einführung eines Magnitski-Gesetzes solle eine gemeinsame, europäische Regelung sein. „Wir unterstützen ein europäisches EU-Menschenrechtssanktionsregime“, so Sigmund.

### Australien
Das australische Parlament überprüfte das Magnitzki-Gesetz im Jahr 2017 und besprach im Dezember 2018 einen Gesetzentwurf mit dem Titel „International Human Rights and Corruption (Magnitsky Sanctions) Bill 2018“.
Michael Danby, Parlamentarischer Staatssekretär, legte im Dezember 2018 die Gesetzesvorlage dem australischen Parlament vor. Das australische Magnitski-Gesetz würde es der Regierung Australiens erlauben gegen Menschenrechtsverletzer Sanktionen zu erlassen. Es soll verhindern, dass Menschenrechtsverletzer nach Australien einreisen. Zuwiderhandlungen würden dazu führen, dass ihr Vermögen eingefroren wird und dass deren Kinder nicht in australische Schulen geschickt werden können. Danby sagte, dass der Australische Magnitsky Act dem in den USA ähneln würde. Das Gesetz wird sich mit korrupten Menschenrechtsverletzern auf der ganzen Welt, also nicht nur in Russland befassen. Danby war empört, dass bis heute in China so viele Gruppen verfolgt werden, wie Menschenrechtsaktivisten, Christen, Uiguren, Tibeter und Falun-Gong-Praktizierende.
Danby meinte, dass Australien seinen eigenen Global Magnitsky Act einführen soll, damit „Australien nicht als sicherer Hafen für korrupte Menschenrechtsverletzer aus Übersee angesehen werden kann. … Es können Vorschriften erlassen werden, die Sanktionen gegen solche Verstöße verhängen, die sie daran hindern, nach Australien zu reisen, mit Australien zu handeln oder ihr Vermögen in Australien zu verwahren.“
Human Rights Watch schrieb in einem Brief an die kürzlich wiederernannte Außenministerin Marise Payne: „Die australische Regierung sollte den Schutz der Menschenrechte zu einem Schwerpunkt ihrer Außenpolitik machen. Wir bitten Sie dringend, die Umsetzung eines Gesetzes oder einer Verordnung ähnlich dem Global Magnitsky Act in Betracht zu ziehen, und in der Zwischenzeit sollten Sie im Rahmen des autonomen Sanktionsregimes Australiens erwägen, einen klaren Prozess einzuleiten, um Personen mit problematischen Rechteverhältnissen zu überprüfen und sie auf die Sanktionslisten Australiens aufzunehmen“.

### Ukraine
Im Dezember 2017 wurde dem ukrainischen Parlament mit umfassender Unterstützung seiner Mitglieder die Magnitzky-Gesetzgebung vorgelegt. Die Ukraine wäre das sechste Land der Welt gewesen, das die Menschenrechtsgesetzgebung des Magnitsky Acts förderte.
Serhiy Kiral, Mitglied des Parlaments, war einer der Mitautoren des Gesetzentwurfs. Der Titel des ukrainischen Magnitski-Gesetzes lautete: On Measures to Protect National Interests, National Security of Ukraine and Keeping Human Rights Abusers Accountable (Über Maßnahmen zum Schutz nationaler Interessen, zur nationalen Sicherheit der Ukraine und zur Rechenschaftspflicht von Menschenrechtsverletzern).
Obwohl die Ukraine das sechste Land der Welt gewesen wäre, das die Menschenrechtsgesetzgebung des Magnitsky Act umgesetzt hätte, hat das ukrainische Parlament den Gesetzentwurf im September 2018 wegen mangelnder politischer Fortschritte von seiner Tagesordnung gestrichen.
Darüber hinaus wird die jüngste Straffreistellung illegaler Bereicherung durch die Regierung ein Rückschritt, der die kleinen Fortschritte bei den Reformen zur Korruptionsbekämpfung, welche die Ukraine mit der Einführung elektronischer Vermögensmeldung erzielt hatte, überschattet.

### Weitere Länder, die das Magnitski-Gesetz prüfen
Niederlande, Frankreich, Schweden und Dänemark prüfen entsprechende Versionen des Magnitski-Gesetzes.
Niederlande: Im Dezember 2018 berichtete Der Standard, dass die Niederlande den Beschluss, ein Magnitsky Act in der EU zu verabschieden, durch den Wunsch hinauszögerte, den Titel Magnitzky Act aus einem eventuellen EU-Gesetz zu entfernen. Dieser Wunsch sorgte innerhalb der EU für Diskussionsrunden und Unmut.
Die Niederlande schlugen vor, dass die EU prüfen soll, ob Menschenrechtsverletzer damit gedroht werden kann, ihr Guthaben zu sperren und ihnen eine Einreise zu verweigern, ganz gleich, woher sie stammen.
Der EUObserver berichtete im Mai 2018, dass Christina Eckes, Professorin für Europarecht am Amsterdam Zentrum für europäisches Recht und Staatsführung an der Universität Amsterdam geschrieben habe, dass niederländische Abgeordnete ihre Regierung aufgefordert hätten, alles zu tun, damit das Globale Menschenrechtssanktionsregelung der EU als „EU Magnitsky Act“ bezeichnet wird, da die Regierung geäußert hatte eine Globale Menschenrechtssanktionsregelung der EU zu verabschieden. Eckes ist der Meinung, dass die EU, obwohl der Vorschlag von dem US Magnitsky Act inspiriert worden war, davon Abstand nehmen und einen eigenen Namen nehmen sollte.
Frankreich: Im Jahr 2012 berichtete die Moscow Times, dass Frankreich nicht plane, einen Magnitsky Act anzunehmen, der dem der USA ähnelt, so der französische Botschafter in Russland. Sein Kommentar kam einen Monat, nachdem das Europäische Parlament den EU-Mitgliedstaaten empfohlen hat, Gesetze zu verabschieden, die Sanktionen gegen russische Beamte einführen würden.
France24 berichtet im Mai 2019, dass Bill Browder sagte, dass Frankreich – nach der Verabschiedung des Magnitsky Act in Großbritannien, Kanada, USA und den drei baltischen Staaten – nun eine Priorität für seine Kampagne sei. „Frankreich ist eines der wichtigsten Länder der Welt, was einen Magnitsky Act betrifft“, so Browder gegenüber der AFP in Paris, denn Frankreich sei eines der Länder, in denen sich Diktatoren und Kriminelle gerne aufhalten. Browder sprach vor dem Ausschuss für auswärtige Angelegenheiten des französischen Parlaments. Erst seit Präsident Macron im Mai 2017 gewählt wurde, hätte sich das Interesse an einem Magnitski-Gesetz in Frankreich geändert. Nach seiner Anhörung im Parlament meinte Browder, Frankreich wäre jetzt mit im Spiel.
Dänemark: Der EUObserver berichtete im März 2018,  dass Dänemark eine Verabschiedung des Magnitsky Act in Erwägung ziehe. Die liberale Partei forderte die dänischen Abgeordneten auf, über dieses Thema zu verhandeln. Michael Aastrup Jensen, Sprecher der Partei für auswärtige Angelegenheiten, sagte gegenüber dem EUObserver, dass ein Ergebnis der Verhandlungen „ein direkter Gesetzentwurf“ für ein Magnitzky Act in Dänemark sein könnte. Er meinte weiterhin, es gebe eine weitreichende politische Übereinstimmung, dass etwas getan werden müsse.
Die Anhörung in Dänemark wurde durch einen Vorfall in England angeregt, bei dem Russland versucht haben soll, einen Spion zu töten. Aastrup Jensen sagte, dass die Einführung eines dänischen Magnitzky-Gesetzes sich bereits angebahnt hatte.
Schweden: Andrew Rettman berichtete im März 2018, dass Schweden ebenfalls ein Magnitski-Gesetz prüfen würde. Bill Browder erwähnte, dass in Schweden fast die Hälfte der Abgeordneten bereits einen Magnitsky Act unterstützen würden. Die Liberale Partei, die Moderaten, die CDU und die Mittelparteien, etwa 40 Prozent der Sitze, würden ihn bereits unterstützen.
Aastrup Jensen von der Liberalen Partei Dänemarks erwähnte, dass fast alle schwedischen Oppositionsparteien diese Idee unterstützen und dass diese Parteien lange vor den schwedischen Wahlen im September abgestimmt hätten.

## Umsetzungsaufsicht 2017
Präsident Donald Trump übergab dem Kongress am 21. April 2017 ein Memorandum über die Umsetzung des Gesetzes.
Im Mai 2017 legten die US-Behörden ein Verfahren gegen die Prevezon Holding bei. Prevezon Holding war eine der Firmen, die für die Geldwäsche des aus Russland herausgeschleusten Geldes benutzt wurde. Dieser Betrug war von Sergej Magnitzki entdeckt worden. Der Vergleich wies den Fall zurück, nachdem die Immobiliengesellschaft einer Geldstrafe von 5,8 Millionen Dollar zugestimmt hatte.
Im gleichen Monat wurde eine Untersuchung über 6,6 Millionen Pfund eingeleitet, die  von dem russischen Betrugsprogramm auf eine Bank in Großbritannien überwiesen worden waren.
Bezüglich des Magnitzky Act beauftragte Präsident Trump am 8. September 2017 den Finanzminister, die finanziellen Sanktionen zu ändern, und den Außenminister, die Erteilung von Einreisegenehmigungen anzupassen.

## Betroffene Personen
Die Obama-Administration veröffentlichte im April 2013 eine Liste mit 18 Personen, die von dem Gesetz betroffen sind. Die auf der Liste stehenden Personen waren:
- Artjom Kusnezow, Steuerfahnder bei der Moskauer Abteilung des Innenministeriums der Russischen Föderation.
- Pawel Karpow, leitender Ermittler bei der Moskauer Abteilung des Innenministeriums.
- Oleg F. Silchenko, leitender Ermittler des Innenministeriums.
- Olga Stepanowa, Leiterin des Moskauer Finanzamtes Nr. 28.
- Jelena Staschina, Richterin des Bezirksgerichts Tverskoy, welche die Haft von Magnitski verlängerte.
- Andrei Petschegin, stellvertretender Leiter der Ermittlungsaufsicht der Generalstaatsanwaltschaft.
- Aleksei Droganow
- Jelena Chimina, Steuerbeamter in Moskau.
- Dmitri Komnow, Leiter der Haftanstalt in Butyrka.
- Aleksei Kriworutschko, Richter des Bezirksgerichts Twer.
- Oleg Logunow
- Sergei G. Podoprigorow, Richter des Bezirksgerichts in Twer.
- Iwan Pawlowitsch Prokopenko
- Dmitri M. Tolchinski
- Swetlana Uchnaljowa
- Natalja W. Winogradowa
- Kasbek Dukusow, Tschetschene, war angeklagt Paul Klebnikow ermordet zu haben; wurde freigesprochen
- Lecha Bogatyrow, von den Behörden in Österreich als Mörder von Umar Israilow verdächtigt.

Im Juni 2019 brachte die Wirtschaftskammer Österreich (WKÖ) eine aktualisierte Liste heraus, auf der sich weitere mit Sanktionen belegte Personen befanden, die vom Magnitsky Act betroffen sind:
- Apti Charonowitsch Alaudinow
- Igor Borisowitsch Alisow
- Aleksei Wassiljewitsch Anichin
- Jewgeni Juwenaliewitsch Antonow
- Magomed Chozhachmedowitsch Daudow, Stabsleiter des Oberhauptes der Tschetsch. Republik
- Aleksei O. Droganow
- Alexandra Wiktorowna Gaus
- Ruslan Geremejew
- Wiktor Jakowlewitsch Grin
- Gennadi Wjatscheslawowitsch Karlow
- Ayub Wachajewitsch Katajew
- Wjatscheslaw Georgiewitsch Chlebnikow
- Boris Borissowitsch Kibis
- Dmitri Wladislawowitsch Kljujew
- Dmitri Komnow
- Sergei Leonidowitsch Kossiew
- Dmitri Kowtun
- Dmitri Borissowitsch Kratow
- Andrei Alexandrowitsch Krechetow
- Aleksei Kriworutschko
- Artjom Kusnezow
- Pawel Wladimirowitsch Lapshow
- Larissa Anatoliewna Litwinowa
- Andrei Konstantinowitsch Lugowoi
- Wiktor Aleksandrowitsch Markelow
- Julia Majorowa
- Andrei Pawlow
- Sergei G. Podoprigorow
- Alexei Nikolajewitsch Scheschenja
- Andrei Alexandrowitsch Striyhow
- Umar Sugaipow
- Fikret Tagijew
- Elena Anatoliewna Trikulja
- Oleg Wjatscheslawowitsch Urzhumtsew
- Musa Wachajew

### Vom Global Magnitsky Act betroffene Personen
Weitere ausländische Personen, die wegen unterschiedlicher Menschenrechtsverletzungen mit Sanktionen belegt wurden, sind unter anderem:
- Félix Bautista, Senator der Provinz San Juan, Dominikanische Republik.
- Angel Rondon, ehemaliger Handelsvertreter von Odebrecht, Dominikanische Republik.
- Ramsan Achmatowitsch Kadyrow, Oberhaupt von Tschetschenien.[102]
- Abusayjed Wismuradow, Kommandant der Terek SOBR von Tschetschenien.[102]
- Ruslan Geremeyev, Teilhaber von Ramsan Kadyrow.[102]
- Roberto J. Rivas, Vorsitzender des Obersten Wahlrats von Nicaragua, der bei mindestens sechs Wahlen des Wahlbetrugs beschuldigt wurde. Rivas gilt als einer der reichsten Menschen im zweitärmsten Land der westlichen Hemisphäre.
- Francisco „Chico“ Lopez, Schatzmeister der nicaraguanischen Sandinistenpartei Frente Sandinista de Liberación Nacional und Oberhaupt von Albanisa, einer Unternehmensgruppe, die durch Hilfsmittel aus Venezuela finanziert wird.
- Fidel Moreno, De-facto-Bürgermeister von Managua, Nicaragua.
- Francisco Diaz, Oberhaupt der Polizei von Nicaragua.
- Yahya Jammeh, ehemaliges Oberhaupt von Gambia, Westafrika.
- Aung Kyaw Zaw, burmesischer Kommandant, beteiligt am Rohingya-Konflikt.
- Khin Maung Soe, burmesischer General, beteiligt am Massaker von Maung Nu.
- Thura San Lwin, Chef der Grenzschutzpolizei von Myanmar, beteiligt am Rohingya-Konflikt.
- Khin Hlaing, Oberhaupt des burmesischen 99. LID, beteiligt am Rohingya-Konflikt.
- Maung Maung Soe, Oberhaupt der Streitkräfte im westlichen Myanmar, beteiligt am Rohingya-Konflikt.
- Gulnara Karimova, Tochter des ehemaligen usbekischen Führers Islom Karimov.
- Abdülhamit Gül, türkischer Justizminister.
- Süleyman Soylu, türkischer Innenminister.
- Marián Kočner, slowakischer Unternehmer
- Alexandre de Moraes, Richter am Obersten Gerichtshof Brasiliens, wurde wegen Vorwürfen richterlicher Übergriffe und Zensur bei seiner Aufsicht über Ermittlungen gegen Desinformation und politische Persönlichkeiten verurteilt, darunter auch Maßnahmen, die als Einschränkung der freien Meinungsäußerung während strafrechtlicher Ermittlungen gegen den ehemaligen brasilianischen Präsidenten Jair Bolsonaro wahrgenommen wurden.[103]

Nachfolgend werden Personen aufgeführt, die an der Ermordung von Jamal Khashoggi beteiligt waren:
- Salah Mohammed Tubaigy, Direktor des Saudi-Arabischen Forensikrats
- Mustafa al-Madani, Körperdouble von Jamal Khashoggi
- Maher Mutrab, saudi-arabischer Diplomat
- Thaer al-Harbi, Mitglied der Saudischen Königlichen Garde
- Mohammed al-Zahrani, Mitglied der Saudischen Königlichen Garde
- Khalid al-Otaibi, Mitglied der Saudischen Königlichen Garde
- Fahad al-Balawi, Mitglied der Saudischen Königlichen Garde
- Saud al-Qahtani, Berater von Mohammed bin Salman
- Abdulaziz al-Hasawi, Leibwächter von Mohammed bin Salman
- Thaar al-Harbi, Leibwächter von Mohammed bin Salman
- Naif Alrifi, Teilhaber von Mohammed bin Salman
- Saif al-Qahtani, Teilhaber von Mohammed bin Salman
- Mohammed al-Otaibi, Saudischer Generalkonsul der Türkei
- Meshal Saad al-Bostani, Mitglied der Royal Saudi Air Force
- Waleed Alsehri, Mitglied der Royal Saudi Air Force
- Mansour Abahussain, Mitglied des staatlichen Geheimdienstes des Königreichs Saudi-Arabien
- Badr al-Otaibi, Mitglied des staatlichen Geheimdienstes des Königreichs Saudi-Arabien
- Turki Alsehri

### Schwarze Liste 2017
Am 9. Januar 2017 aktualisierte das Office of Foreign Assets Control (OFAC) des U.S. Finanzministeriums nach dem Magnitsky Act seine „Liste der besonders gekennzeichneten Staatsangehörigen“ und fügte Alexander Iwanowitsch Bastrykin, Andrei Konstantinowitsch Lugowoi, Dmitri Wadimowitsch Kowtun, Stanislav Gordievsky und Gennady Plaksin der schwarzen Liste hinzu. Ihr ganzes Vermögen, das sich im Besitz amerikanischer Finanzinstitute befand, wurde eingefroren und Transaktionen mit diesen Institutionen sowie ihre Einreise in die Vereinigten Staaten  verboten.

## Aus Russland verbannte US-Beamte
US-Beamte, die angeblich an der Legalisierung von Folter und unbefristeter Inhaftierung von Gefangenen beteiligt waren:
- David S. Addington, Stabschef von Vizepräsident Dick Cheney (2005–2009)
- John Yoo, Stellvertretender US-Generalstaatsanwalt im Büro des Rechtsbeistandes des Justizministeriums (2001–2003)
- Geoffrey D. Miller, pensionierter Generalmajor der US-Armee, Kommandant der Joint Task Force Guantanamo (JTF-GTMO), der Organisation, welche die Gefangenenlager der Guantanamo Bay Naval Base leitete (2002–2003)
- Jeffrey Harbeson, Offizier der US Navy, Kommandant von JTF-GTMO (2010–2012)

Die russischen Gesetzgeber verbannten auch mehrere US-Beamte, die an der Strafverfolgung und dem Prozess gegen den russischen Waffenschmuggler Wiktor Anatoljewitsch But und den Drogenschmuggler Konstantin Jaroschenko beteiligt waren, die beide in den Vereinigten Staaten im Gefängnis saßen:
- Jed S. Rakoff, Oberster Richter des United States District Court für den südlichen Bezirk von New York
- Preet Bharara, ehemaliger Staatsanwalt für den südlichen Bezirk von New York
- Michael J. Garcia, Staatsanwalt für den südlichen Bezirk von New York
- Brendan R. McGuire, stellvertretender US-Staatsanwalt
- Anjan S. Sahni, stellvertretender Bundesstaatsanwalt
- Christian R. Everdell, stellvertretender Bundesstaatsanwalt
- Jenna Minicucci Dabbs, stellvertretender Bundesstaatsanwalt
- Christopher L. Lavigne, stellvertretender Bundesstaatsanwalt
- Michael Max Rosensaft, stellvertretender Bundesstaatsanwalt
- Louis J. Milione, Sonderbeauftragter der Drug Enforcement Administration (DEA)
- Sam Gaye, Oberster Sonderbeauftragter der DEA
- Robert F. Zachariasiewicz, Sonderbeauftragter der DEA
- Derek S. Odney, Sonderbeauftragter der DEA
- Gregory A. Coleman, Sonderbeauftragter des Federal Bureau of Investigation[34]